# 철(III)

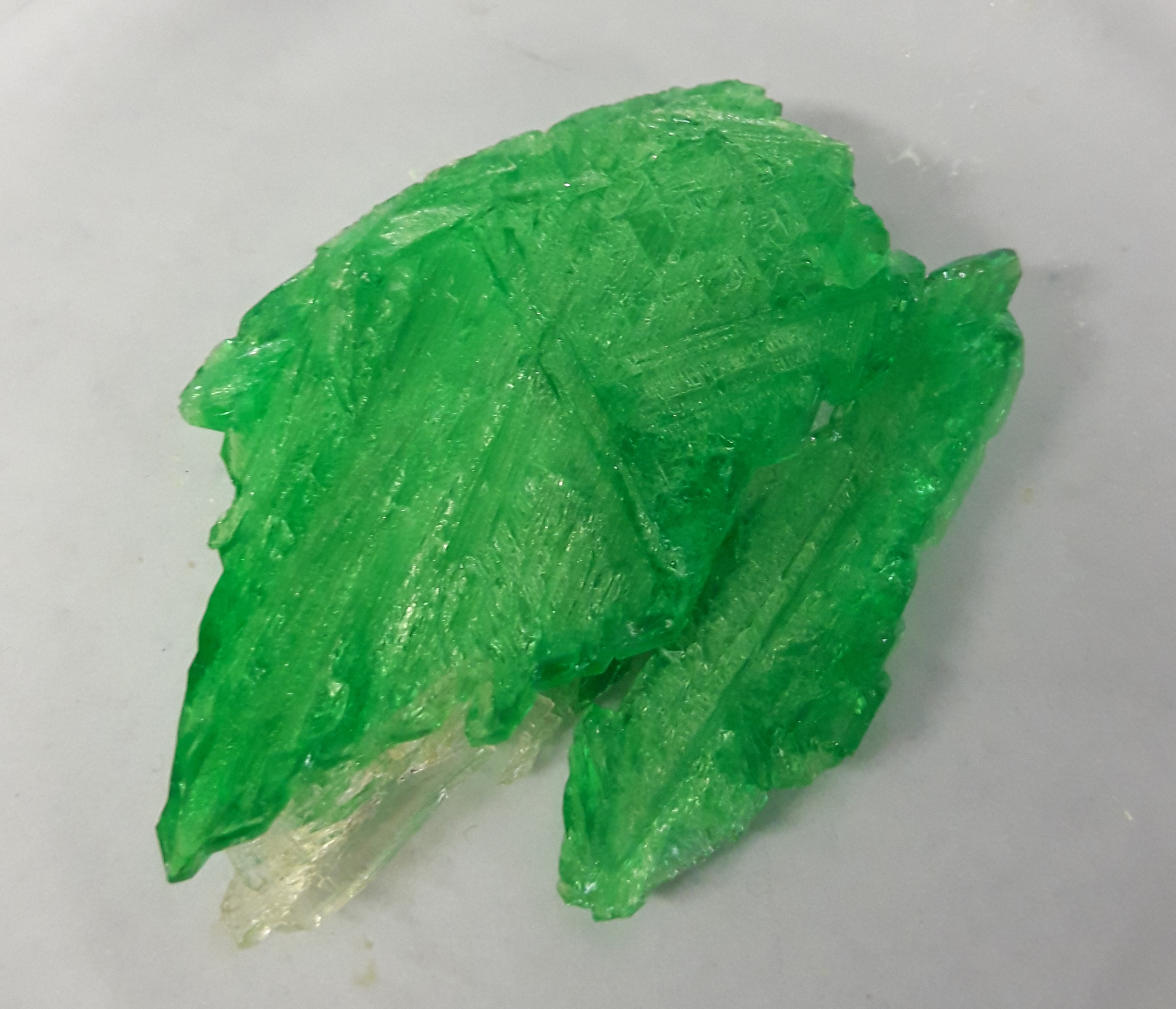
Potassium ferrioxalate contains the iron(III) complex [Fe(C2O4)3](3-).

화학에서 철(III) (iron(III)) 또는 제이철(ferric, 제2철)은 +3 산화 상태의 철 원소를 나타낸다. Ferric chloride(염화철)는 염화 철(III) (FeCl
3)의 다른 이름이다. Fe2+ 양이온을 함유한 철(II) 염 대신에 ferrous(제일철)라는 형용사가 사용된다. Ferric이라는 단어는 "철"을 의미하는 라틴어 ferrum에서 파생되었다.

## 같이 보기
- 제일철
- 산화 철(III)
- 산화 철(II)